# Trnovec Bartolovečki
Trnovec Bartolovečki est un village et une municipalité située dans le comitat de Varaždin, en Croatie. Au recensement de 2001, la municipalité comptait 6 852 habitants, dont 99,10 % de Croates et le village seul comptait 4 127 habitants.

## Localités
La municipalité de Trnovec Bartolovečki compte 6 localités :
- Bartolovec
- Trnovec Bartolovečki
- Šemovec
- Štefanec Bartolovečki
- Žabnik
- Zamlaka